# Romford to Upminster Line
| British Rail Class 710 zwischen den Bahnhöfen Upminster und Emerson Park |                      |                                               |                                               |
| |                      |                                               |                                               |
| Streckenlänge: | 5,4 km               |                                               |                                               |
| Spurweite: | 1435 mm (Normalspur) |                                               |                                               |
| Stromsystem: | 25 kV 50 Hz ~        |                                               |                                               |
| Streckengeschwindigkeit: | 48 km/h              |                                               |                                               |
| Zweigleisigkeit: | nein                 |                                               |                                               |
| |                      |                                               |                                               |
| \| \| \| von London Liverpool Street \| \| \| \| 0,00 \| Romford \| Romford \| \| \| \| nach Norwich \| \| \| \| \| Emerson Park \| \| \| \| \| von London Fenchurch Street und District Line \| \| \| \| 5,47 \| Upminster \| Upminster \| \| \| \| nach Grays \| \| \| \| \| nach Shoeburyness \| \| |                      |                                               |                                               |
| Strecke · Strecke |                      | von London Liverpool Street                   | von London Liverpool Street                   |
| Bahnhof · Bahnhof | 0,00                 | Romford                                       | Romford                                       |
| Abzweig geradeaus und nach links · Strecke nach links |                      | nach Norwich                                  | nach Norwich                                  |
| Haltepunkt / Haltestelle |                      | Emerson Park                                  | Emerson Park                                  |
| Strecke von rechts · Strecke von rechts · Strecke |                      | von London Fenchurch Street und District Line | von London Fenchurch Street und District Line |
| Bahnhof · Kopfbahnhof Streckenende · Kopfbahnhof Streckenende | 5,47                 | Upminster                                     | Upminster                                     |
| Abzweig geradeaus und nach rechts |                      | nach Grays                                    | nach Grays                                    |
| Strecke |                      | nach Shoeburyness                             | nach Shoeburyness                             |

Die Romford to Upminster Line ist eine Eisenbahnstrecke in London, die die Stationen Romford und Upminster verbindet und komplett im London Borough of Havering liegt. Der Personenverkehr auf der Strecke ist seit 2015 Teil von London Overground. 2024 erhielt sie die Bezeichnung Liberty Line. 

## Geschichte
Die Strecke wurde am 7. Juni 1893 eröffnet und war als eine Zweigstrecke der London, Tilbury and Southend Railway gedacht. Sie sollte dem Unternehmen einen Zugang zur Great Eastern Main Line geben. In Romford hatte die Strecke einen eigenen Bahnhof, der unabhängig von dem der Great Eastern Main Line war. Die Station Emerson Park wurde am 1. Oktober 1909 eröffnet. Mit dem Umbau am Bahnhof Upminster erhielt die Linie einen Kopfbahnsteig im Bahnhof und wurde damit effektiv Teil der Great Eastern Railway. In den 1960er Jahren gab es mehrere erfolglose Versuche, die Strecke zu schließen. Am 17. April 1986 begann der elektrische Betrieb auf der Trasse. Seit dem 31. Mai 2015 wird der Verkehr auf der Strecke von London Overground betrieben, zuvor wurde sie von Abellio Greater Anglia bedient.

## Betrieb
Die Strecke liegt komplett in der Travelcard Zone 6. Sie wird als Teil des Overground-Netzes von Arriva Rail London bedient. Auf der Strecke verkehren Züge der Klasse 710 Aventra.
Von Montag bis Samstag verkehren jeweils zwischen 6:15 Uhr und 22:00 Uhr Züge im Halbstunden-Takt. Sonntags verkehren die Züge nur zwischen 8:30 Uhr und 20:00 Uhr. Die Fahrzeit beträgt rund neun Minuten.

## Geologie
Als die Bahn 1892 gebaut wurde, entdeckte der Geologe T. V. Holmes eine fünf Meter hohe Aufschubschicht aus eiszeitlichem Material im Bereich nördlich von St. Andrews Park. Dies ist aktuell die Hornchurch Cutting Site of Special Scientific Interest. Dies war einer der südlichsten Punkte, an denen die Eisdecke der Elsterkaltzeit vorgedrungen war.